# Melanostomias macrophotus
Melanostomias macrophotus är en fiskart som beskrevs av Regan och Trewavas, 1930. Melanostomias macrophotus ingår i släktet Melanostomias och familjen Stomiidae. Inga underarter finns listade i Catalogue of Life.